# Презумпция авторства
Презумпция авторства – норма в авторском праве, согласно которой авторство признаётся юридически достоверным до тех пор, пока не будет доказано обратное. В общепринятой юридической практике, при отсутствии доказательств иного, автором произведения считается лицо, указанное в этом качестве на оригинале или экземпляре произведения. В законодательстве Российской Федерации презумпция авторства закреплена в ст. 1257 ГК РФ: «Лицо, указанное в качестве автора на оригинале или экземпляре произведения, считается его автором, если не доказано иное». Это означает, что в случае возникновения любого спора об авторстве того или иного произведения автору достаточно представить любой экземпляр произведения, на котором он указан в качестве автора каким-либо обычным способом, например, на титульном листе, в оглавлении или непосредственно в тексте произведения. Важно подчеркнуть, что лицо, указанное в качестве автора, считается таковым до тех пор, пока в ходе судебного разбирательства не будет доказано иное. Презумпция авторства призвана облегчить доказывание самим автором его авторства в отношении произведения и тем самым защитить автора от необоснованных обвинений в плагиате.
Стоит отметить, что презумпция авторства действительно помогает защитить интересы авторов в тех случаях, когда есть возможность предъявить оригинал произведения, например, картину или исходный файл фотографии. В случае с произведениями, оригинал которых не отличается от копий, например, программ или текста, презумпция авторства теряет актуальность. Для защиты прав на такие произведения целесообразно использовать механизм депонирования объектов авторских прав. 

## Происхождение
Наиболее ранним юридическим документом, содержащим принцип презумпции авторства, — документом, действующим по настоящее время, — является Бернская конвенция 1886 года, которая ввела принцип в качестве общеобязательной правовой нормы. В те годы, задолго до появления цифровых технологий, с принятием конвенции в мировую юридическую практику вошло, что при отсутствии доказательств обратного, автором считался тот, чьё имя или псевдоним были указаны на обложке книги (для произведений литературы и научных трудов) или на обороте полотна (для произведений изобразительного искусства).
Права, гарантированные Бернской конвенцией вне страны происхождения (п. 2, ст. 5) и их отражение в современном российском законодательстве (ст. 1257 ГК РФ)
| Оригинальный текст документа (англ.) | Заверенный русский перевод (с официального сайта ВОИС) | Современная трактовка в законодательстве Российской Федерации                                                             |
| --- | --- | --- |
| The enjoyment and the exercise of these rights [granted by this Convention] shall not be subject to any formality; such enjoyment and such exercise shall be independent of the existence of protection in the country of origin of the work. | Пользование этими правами [предоставляемыми этой Конвенцией] и их осуществление не связаны с выполнением каких бы то ни было формальностей; такое пользование и осуществление не зависят от существования охраны в стране происхождения произведения. | Лицо, указанное в качестве автора на оригинале или экземпляре произведения, считается его автором, если не доказано иное. |

## В современном законодательстве стран мира
Презумпция авторства закреплена в законодательстве о защите авторских прав как Соединённых Штатов, стран Южной Америки и Карибского бассейна, Евросоюза, Британского Содружества наций и Содружества независимых государств, так и других суверенных государств и автономий мира, в частности в законодательстве: Ботсваны, Вануату, Грузии, Маврикия, Малайзии, Молдавии, Палестинской автономии, Южной Кореи, Японии и т. д.